# 化学品事故列表
化学品事故列表是记载了涉及化学品的重大意外事故列表。列表的收录范围是化学品在生产、运输或储存时造成人员伤亡和财产损失，其事故范围包括燃烧、爆炸、造成腐蚀、使人中毒等。放射性物质的事故参见放射性物质意外与灾害列表，纵火、投毒等刑事案件和战争中使用化学武器不收录于本表。

## 20世纪及之前发生的事故
| 时间           | 地点                       | 事故概要 |
| -------------- | -------------------------- | --- |
| 1978年7月11日  | 西班牙加泰罗尼亚塔拉戈纳省 | 西班牙一辆装有丙烯的罐车发生爆炸，造成217人死亡，200余人受伤。                                                           |
| 1984年11月19日 | 墨西哥圣胡安尼克           | 圣胡安尼克一城镇的液化石油气储罐因发生易燃气体泄漏而产生爆炸，爆炸造成500至600人死亡，数千人受伤。                       |
| 1984年12月3日  | 印度中央邦                 | 印度中央邦的博帕尔市美国联合碳化物属下一公司的异氰酸甲酯储罐因水渗入，产生高压并泄漏，事故造成3787人死亡，55万余人伤残。 |

## 21世纪发生的事故
| 时间                         | 地点               | 事故概要 |
| ---------------------------- | ------------------ | --- |
| 2003年12月23日22时           | 中国重庆           | 一公司在重庆开县在钻井作业时发生井喷事故，含有硫化氢剧毒气体的天然气泄漏，事故造成243人中毒死亡。                                                                           |
| 2004年4月22日                | 朝鲜平安北道       | 朝鲜龙川郡火车站的一辆列车发生爆炸，事故因硝酸铵引起，并造成50余人死亡。 |
| 2005年1月6日                 | 美国南卡罗来纳州   | 美国格拉尼特维尔的火车发生相撞，导致剧毒的氯气从罐体泄露，造成9人死亡，250余人受伤。                                                                                        |
| 2010年7月28日10时11分        | 中国江苏           | 南京塑料四厂在拆迁过程中挖断丙烯管道，造成丙烯泄漏遇明火发生爆炸，造成22人死亡，120人受伤。                                                                                 |
| 2011年7月22日                | 中国河南           | 信阳明港附近的一辆客车违规装载300 kg的危化品偶氮二异庚腈，在摩擦、靠近热源等综合因素下引起爆燃，事故造成41人死亡，6人受伤。                                                 |
| 2012年7月12日                | 奈及利亞奥科贝     | 奥科贝的一辆油罐车在避让两辆小汽车和一辆公交车时，驶入沟中，导致罐内汽油爆炸。事故造成121人死亡，75人受伤。                                                                 |
| 2012年8月25日                | 委内瑞拉法尔孔州   | 委内瑞拉的阿穆艾的一家炼油厂发生爆炸，造成55人死亡，156人受伤。起因是泄露的丙烷和丁烷被引燃。                                                                               |
| 2012年8月26日                | 中国陕西           | 一辆罐车在包茂高速安塞服务区附近被一辆双层卧铺车追尾，事故造成罐车内的易燃化学品甲醇泄漏并燃烧，客车内的39人有36人死亡，3人受伤。                                           |
| 2012年9月5日                 | 印度泰米尔纳德邦   | 印度西瓦卡西一工厂在生产烟花时，员工混合原料发生爆炸，爆炸推测由较高的环境温度引发，事故造成40人死亡，70余人受伤。                                                          |
| 2013年1月31日15时45分（CST） | 墨西哥墨西哥城     | 墨西哥石油公司总部大楼发生气体爆炸事故，该事故由可燃性气体泄漏造成，事故中有至少37人遇难。                                                                                  |
| 2014年7月31                  | 台灣高雄           | 地下丙烯輸送管線外洩爆炸，造成32人死亡、321人受傷 |
| 2014年8月2日7时37分          | 中国江苏           | 苏州市昆山市一金属制品加工厂在生产作业时，空气中飘散的铝粉遇到明火，发生粉尘爆炸。事故造成146人死亡，114人受伤。                                                            |
| 2015年8月12日23时34分起      | 中国天津           | 天津市滨海新区天津港的码头发生危化品起火并爆炸，事故因硝化棉自燃引起，最后导致硝酸铵等化学品发生爆炸，爆炸威力相当于445吨TNT炸药。事故共造成165人遇难、8人失踪、798人受伤。 |
| 2015年8月31日23时18分        | 中国山东           | 山东东营滨源化学有限公司“8·31”重大爆炸事故，改性型胶粘新材料联产项目二胺车间混二硝基苯装置在投料试车过程中发生重大爆炸事故,造成13人死亡,25人受伤,直接经济损失4326万元。     |
| 2016年12月20日（CST）        | 墨西哥墨西哥州     | 墨西哥城北部发生烟火爆炸，爆炸起源尚未查明，事故造成42人死亡。 |
| 2017年10月26日（WIB）        | 印度尼西亚万丹省   | 坦格朗一生产烟火的工厂因焊接材料时引燃火药导致爆炸，事故造成49人死亡，46人受伤。                                                                                            |
| 2018年11月28日0时40分        | 中国河北           | 张家口一化工厂的氯乙烯气柜发生泄漏，泄漏的氯乙烯遇明火发生爆炸，事故造成23人死亡，22人受伤。                                                                                |
| 2019年2月20日                | 孟加拉国达卡专区   | 装有压缩天然气的汽车发生爆炸并燃烧，引燃了化妆品等其它易燃物质。事故造成81人死亡，50余人受伤。                                                                              |
| 2019年3月21日14时起          | 中国江苏           | 盐城市一化工厂的生产装置中的苯发生起火并爆炸，事故造成78人死亡，617人受伤。                                                                                                 |
| 2020年5月7日                 | 印度安得拉邦       | 印度维沙卡帕特南市郊的化工厂发生苯乙烯外泄事故，造成13人死亡，1000余人受伤。                                                                                                |
| 2020年6月13日                | 中国浙江           | 台州温岭甬台温高速公路上一辆油罐车装载的液化石油气发生爆炸，造成20人死亡，172人受伤。                                                                                       |
| 2020年8月4日                 | 黎巴嫩贝鲁特       | 贝鲁特港发生两起化学品引发的大爆炸，波及爆炸原点半径3公里内共77万居民，至少218人死亡，超过6,500人受伤且为数众多的人失踪。                                                   |
| 2022年6月18日                | 中國上海           | 上海市上海石化化工部的乙二醇裝置起火引起的爆炸事故，事故導致上海石化1名員工手臂輕微擦傷，1名第三方運輸車輛駕駛員死亡。                                                      |
| 2025年4月26日                | 伊朗沙希德拉賈伊港 | 沙希德拉賈伊港發生一宗嚴重爆炸及大火，據伊朗國營媒體報道，事件造成至少70人死亡及1242人受傷。                                                                                |
| 2025年5月27日                | 中國山東省         | 山東友道化學有限公司工廠發生爆炸事故，造成至少5人死亡，19人受傷，6人失蹤。                                                                                                  |

## 拓展阅读
- 历史上十二月发生的危险化学品事故 （页面存档备份，存于）. 中华人民共和国应急管理部 危化品监管司. 2018-11-30.